# Endocrinologie

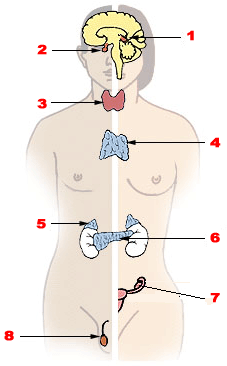
De belangrijkste endocriene organen
1 = Epifyse (pijnappelklier)
2 = Hypofyse
3 = Schildklier
4 = Thymus (zwezerik)
5 = Bijnieren
6 = Pancreas (alvleesklier)
7 = Ovaria (eierstokken)
8 = Testes (teelballen)

De endocrinologie is een medisch specialisme en biologische wetenschap die zich bezighoudt met het endocrien systeem, ofwel klieren die afscheidingen in het lichaam hebben, zoals schildklier, hypofyse, alvleesklier en bijnieren. Het exocriene systeem (speekselklieren, zweetklieren) valt hier niet onder. Artsen en biologen die zich hebben gespecialiseerd in de endocrinologie, worden endocrinoloog genoemd.

## Hormonen bij de mens
Een hormoon is een stof (biomolecuul) die in een organisme door een klier wordt aangemaakt, vervolgens aan het bloed wordt afgegeven, waarna het hormoon elders in het lichaam de werking van een orgaan beïnvloedt. Deze invloed kan stimulerend zijn, of remmend. Een hormoonklier heeft geen afvoergang. Het hormoon komt terecht in talrijke haarvaten, die door de hormoonklieren lopen. Daarom spreekt men van een endocriene klier, of klier 'met inwendige afscheiding'. Het klierproduct komt terecht in het inwendig milieu, veelal het bloed. Via de bloedvaten komt een hormoon in alle lichaamsdelen, maar alleen organen die gevoelig zijn voor het desbetreffende hormoon reageren erop. Voorbeelden van hormoonklieren zijn schildklier, hypofyse, bijnier.
Klieren die wel een afvoergang hebben heten exocrien, of klieren 'met uitwendige afscheiding'. Hun klierproduct komt in het 'uitwendig milieu' (buiten het lichaam) terecht. Voorbeelden van deze klieren zijn de speekselklieren (en overige spijsverteringsklieren), zweetklieren, talgklieren.

### De functie van hormonen
Hormonen spelen een belangrijke rol bij het regelen van processen in het lichaam door organen “aan” of “uit” te zetten. De regeling van de levensprocessen is onder andere noodzakelijk om het inwendig milieu constant te houden. Dat wil zeggen: te zorgen dat de schommelingen in het inwendig milieu niet te groot worden.
Een treffend voorbeeld hiervan is de regeling van de warmteproductie en de warmteafgifte van het lichaam, waardoor de lichaamstemperatuur tot op 0,1 °C constant kan worden gehouden (homeostase). Hierbij werkt het hormoonstelsel overigens samen met het zenuwstelsel. Een ander bekend voorbeeld is het hormoon insuline, dat de opname van glucose door de spieren regelt. Mensen bij wie de productie van of de gevoeligheid voor insuline niet goed is, hebben diabetes mellitus ofwel suikerziekte.

### Negatieve terugkoppeling
De regeling van processen is ondenkbaar zonder het verschijnsel van negatieve terugkoppeling. Een proces leidt tot een (verandering van een) bepaalde toestand. De toestand werkt terug op het proces, zodanig dat veranderingen in de toestand worden tegengewerkt; de bestaande toestand wordt gehandhaafd.
Niet alle endocrinologische processen zijn echter 'negatief teruggekoppeld', de rijping van een ovariële follikel is een voorbeeld van positieve terugkoppeling, evenals de bepaling van het geslacht door vorming van de geslachtshormonen in de mannelijke of vrouwelijke gonade. Dit heeft een exponentiële groei (celdeling) tot gevolg, wat in deze beide gevallen ook gewenst is.

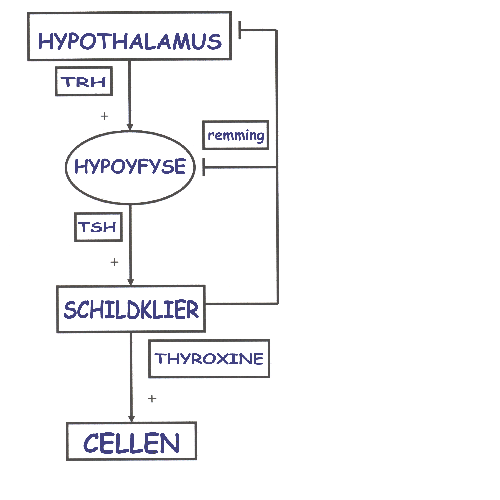
Warmteregulering in het lichaam

### Warmteproductie en warmteafgifte bij de mens
De hypothalamus is een onderdeel van het voorste gedeelte van de hersenstam; een deel ervan loopt door in de hypofyse.
In de hypothalamus bevinden zich thermoreceptoren, die de temperatuur van het bloed meten. Ook bevindt zich daar de compensator voor de warmteproductie, alsmede de compensator voor de warmteafgifte. Deze blijft hier verder buiten beschouwing. De rol die het zenuwstelsel speelt, wordt hier alleen besproken voor zover het hormoonstelsel er bij betrokken is.
Bij een lage temperatuur van het bloed geeft de hypothalamus het hormoon TRH af: het TSH vrijmakend hormoon. Dit komt via bloedvaatjes vanuit de 'steel' (of infundibulum) van de hypofyse bij de voorkwab terecht. Bepaalde cellen reageren daarop door het hormoon TSH af te geven, het schildklierstimulerend hormoon.  De schildklier produceert vervolgens het hormoon thyroxine. Dit stimuleert de aerobe dissimilatie in de cellen en daarmee de warmteproductie. Als het hormoon thyroxine in het bloed komt, stimuleert het in vele organen de verbranding: de afbraakstofwisseling wordt verhoogd. Als gevolg hiervan zal de lichaamstemperatuur stijgen. Het thyroxine op zijn beurt heeft ook invloed op de hypothalamus en op de hypofyse. Het remt namelijk de afgifte van TRH en de afgifte van TSH.
De hypofyse, of hersenaanhangsel, bestaat bij de mens voornamelijk uit twee delen: de voorkwab en de achterkwab. De voorkwab bestaat uit klierweefsel en werkt op commando van de hypothalamus; deze maakt hormonen aan, die de voorkwab remmen of stimuleren. De achterkwab bestaat uit zenuwweefsel; deze geeft hormonen aan het bloed af, die door de hypothalamus zijn gemaakt, nl. oxytocine en ADH.

## Diagnostiek van endocrinologische aandoeningen bij de mens
Hormoonproductie van de mens kan gemeten worden door middel van bloedonderzoek in een klinisch chemisch laboratorium. Niet alleen de hormonen zelf maar ook de stoffen die vanuit de hersenen de endocriene klieren aansturen kunnen in het bloed gemeten worden. Zo kan in het geval van de bijnier (producent van cortisol) de ACTH-productie door de hypofyse gemeten worden. Omdat de hormoonproductie over de dag variabel is, is het van belang om op een vast tijdstip bloed af te nemen.
Een andere manier om de hormoonproductie te bestuderen is het uitvoeren van een functietest. Een functietest is een test waarin de hormoonproductie bij een gezond persoon na toediening van een bepaalde stof wordt onderdrukt maar bij patiënten niet. De test kan ook op een andere manier uitgevoerd worden zodat de hormoonproductie juist wordt uitgelokt in die gevallen waarvan men denkt dat de hormoonproductie niet toereikend is (bijvoorbeeld bij te kleine kinderen die men verdenkt van een groeihormoon tekort). Aangezien er op meerdere tijdstippen bloed wordt afgenomen zijn deze testen vaak veel informatiever dan het meten van een enkele bloedwaarde.